# Уклейка
Уклейката (Alburnus alburnus) е вид ситна речна риба от семейство Шаранови. Също се нарича блескач, пръскач, плюске, чаушан или терзийка. Видимо е подобна на малко по-едрия уклей (Chalcalburnus chalcoides), но са различни видове.
Тялото ѝ е дълго, стреловидно и силно сплеснато отстрани. Главата е изострена, очите са големи, а устата е голяма и сочи нагоре. Люспите ѝ са сребристи и блестят ярко, докато перките са безцветни. Аналната перка е дълга, с между 18 до 23 лъча. Расте до около 25 cm.
Среща се на пасажи в горните водни слоеве и предпочита чисти прозрачни води. Храни се с малки насекоми и мекотели, червеи и други. Уклейката е важна храна за по-големите хищници в един биотоп. Среща се в България и в цяла Европа, но популациите ѝ намаляват поради слабата ѝ поносимост към замърсяване.
Лови се заедно с други Шаранови риби на въдица, но се използва главно като стръв за хищни риби. Нейните люспи са от значение, тъй като се използват в приготвянето на сребрист пигмент „Essense Orientale“ и изкуствени перли.